# Reinhard Frank (Politiker, 1955)

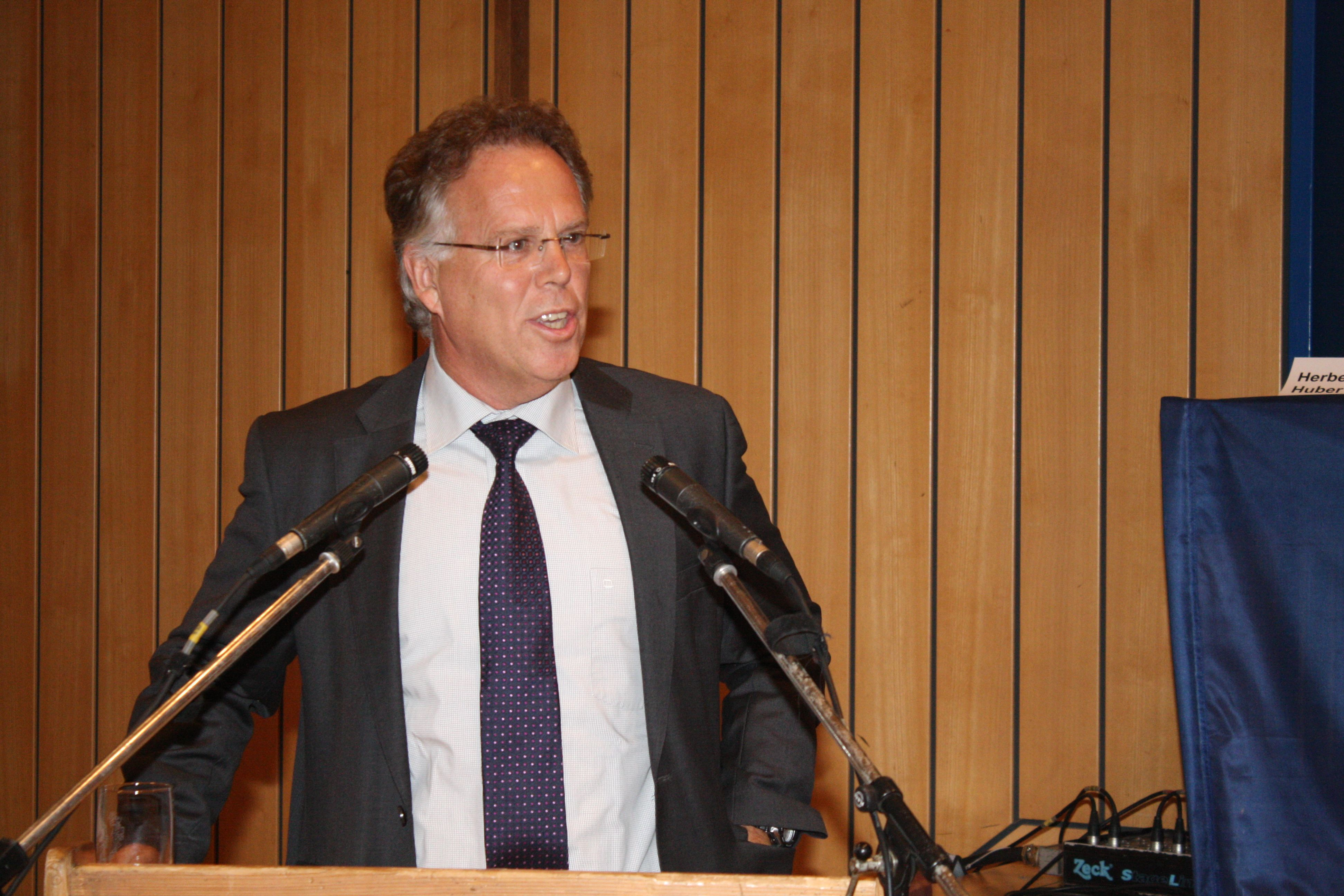
Reinhard Frank (2012)

Reinhard Frank (* 1955) ist ein deutscher Kommunalpolitiker der CDU. Er war von 1997 bis 2005 Oberbürgermeister der Großen Kreisstadt Göppingen und von 2005 bis 2021 Landrat des Main-Tauber-Kreises.

## Leben

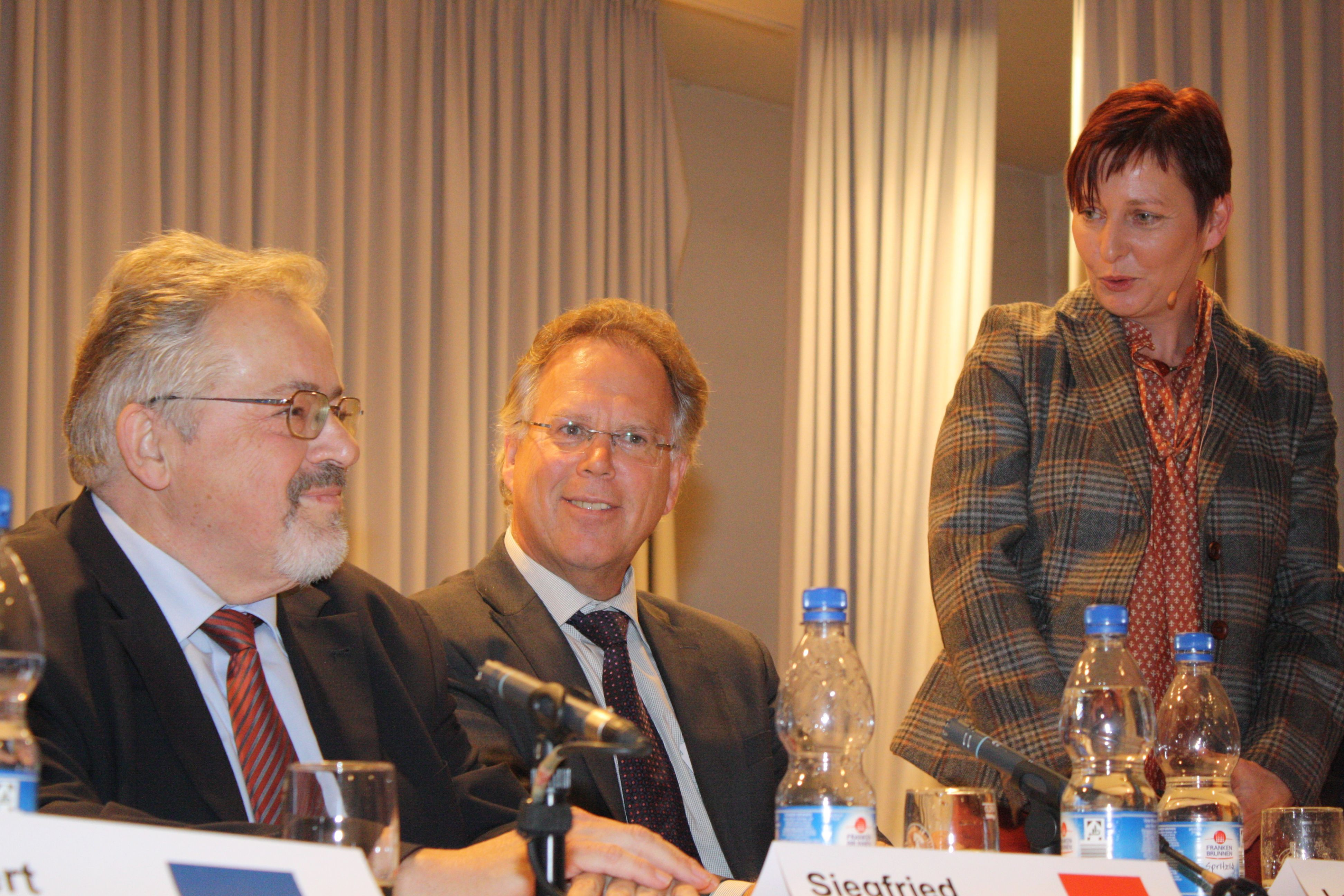
Reinhard Frank auf einer BLV-Podiumsdiskussion zur Zukunft der Beruflichen Bildung im Main-Tauber-Kreis (2012)

Frank absolvierte von September 1975 bis November 1977 an der Fachhochschule für öffentliche Verwaltung Kehl ein Studium zum Diplom-Verwaltungswirt (FH). Von September 1977 bis April 1980 war er Persönlicher Referent des Oberbürgermeisters der Stadt Göppingen. Von April 1980 bis Juli 1987 studierte er Rechtswissenschaften an der Eberhard Karls Universität Tübingen. Danach war er von September 1987 bis Februar 1991 als Rechts- und Sozial-Dezernent beim Landratsamt Rems-Murr-Kreis tätig. Vom Februar bis September 1991 war Frank im Staatsministerium Baden-Württemberg Referent für Bundes- und Europa-Angelegenheiten. Vom September 1991 bis Januar 1997 war er als Bürgermeister der Großen Kreisstadt Ettlingen zuständig für Stadtwerke, Baurecht, Recht und Ordnung und Soziales.
Nach seiner Wahl zum Oberbürgermeister der Großen Kreisstadt Göppingen 1996 übte er dieses Amt von Januar 1997 bis Januar 2005 aus. Bei den Wahlen am 24. Oktober 2004 unterlag Frank im ersten Wahlgang seinem Gegenkandidaten Guido Till von der SPD. Danach war er von Februar bis Mai 2005 als Rechtsanwalt in der Anwaltskanzlei Frank & Pfeiffer, Dr. Zimmermann – Rechtsanwälte und Wirtschaftsprüfer in Göppingen tätig.
Am 20. April 2005 wurde Reinhard Frank vom Kreistag des Main-Tauber-Kreises zum Landrat gewählt und am 1. Juni 2005 ernannt. Bei der Wahl am 20. März 2013 wurde er für weitere acht Jahre im Amt bestätigt. Bei der Landratswahl im Jahr 2021 im Main-Tauber-Kreis kandidierte er nicht erneut. Er amtierte bis zum 31. Mai 2021. Ihm folgte Christoph Schauder nach.
Frank lebt in Tauberbischofsheim, ist verheiratet und hat vier Kinder.